# Kárpátaljai Szövetség
A Kárpátaljai Szövetség 1989-ben jött létre azzal a céllal, hogy összefogja a Magyarországon élő, kárpátaljai származásúakat, valamint segítse a szülőföldi magyar kulturális életet.

## A Szövetségról
1946 után, amikor Kárpátalja elszakadt Magyarországtól, a magyar értelmiségnek különösen nehéz volt beilleszkednie az újonnan kialakult társadalmi rendbe. A magyar kulturális élet szinte teljesen megszűnt: bezártak az iskolák, a sajtóorgánumok, leállt a könyvkiadás és a közigazgatás. Sok értelmiségi egzisztenciális gondok és a gondolati szabadság iránti elkötelezettsége miatt kényszerült elhagyni szülőföldjét. Ezt a nehéz helyzetet jól tükrözi az a tény, hogy 2005-re – főleg a második generációs fiatalokkal együtt – több kárpátaljai író, költő és művész élt Magyarországon, mint Kárpátalján. A Kárpátaljai Szövetség 1200 tagú, szétszórtan, különböző magyar településeken élő közössége, amelyet csak nagyobb események kapcsán lehet megszervezni, ennek kezelésére hozták létre a helyi szervezeteket az alföldi nagyvárosokban. Az utóbbi években a Szövetség központi célja a kárpátaljai kulturális élet bemutatása volt, fórumokat biztosítva az írók, költők és művészek számára Magyarországon. Ennek keretében sikeresen pályáztak a Kárpátaljai Hírmondó című lap kiadására. A célkitűzések megvalósítása érdekében szükségessé vált egy olyan egyesület létrehozása, amely összefogja a kárpátaljai írókat, költőket és művészeket, így alakult meg a Kárpátaljai Írók, Költők és Művészek Magyarországi Alkotóközössége (KIKMMAK), amely jelentős űrt töltött be a Kárpátaljáról elszármazottak körében. A közösség létrehozásában többek között Füzesi Magda, Lator László, S. Benedek András, Katona Tamás, Benda István, Schober Ottó és Papp Lászlóné is részt vett. 2006 októberében megalakult a Kárpátaljai Szövetség ifjúsági tagozata, a KÁRISZ. Magyarország uniós tagsága szükségessé teszi a magyar-magyar kapcsolatok újragondolását, különösen a határon túli magyarok esetében. Kárpátalja esetében különösen fontos lenne egy független, a pártoktól mentes társadalmi együttműködés, hiszen itt a kisebbségi önszerveződésnek nincs olyan hagyománya, mint például Szlovákiában vagy Erdélyben. Nem véletlen, hogy a határon túli magyarságról szóló kutatások gyakran figyelmen kívül hagyják Kárpátalját.  
A szövetség stratégiai célja az, hogy felhívja az anyaországi társadalom figyelmét a kárpátaljai magyar értelmiség elhivatott munkájára, amely nehéz körülmények között is a magyarságtudatot és hitet őrzi. Ehhez a szövetség a magyar értelmiségi réteg támogatására számít, különösen azokéra, akik maguk is átélték a kisebbségi lét nehézségeit. A Kárpátaljai Szövetség kiemelt fontosságúnak tartja a kárpátaljai kezdeményezések támogatását, hogy a helyi kulturális értékek részévé válhassanak az egyetemes magyar kultúrának. Ezen felül lényegesnek tartja a gazdasági kapcsolatok fejlesztését, valamint a kárpátaljai kulturális intézmények és vállalkozók pályázati lehetőségeinek segítését. 

## Vezetősége és társszervezetei
A Kárpátaljai Szövetség Elnöksége:
Elnök: dr. Grezsa István
Elnökségi tagok: Benza György, dr. Borbély Katalin, dr. Dupka György, dr. Igyártó Gyöngyi, Ötvös Sándor, Szemere Judit, Varga Sándor
Főtitkár: dr. Seremet Sándor
A Kárpátaljai Szövetség Felügyelő Bizottsága:
Zólyomi Mátyás, Szántai Klára, Veselényi Krisztina